# G. Frank Wallace
George Franklin Wallace (* 14. Mai 1887 in Syracuse, New York; † 25. Februar 1964 ebenda) war ein US-amerikanischer Unternehmer und Politiker in New York.

## Leben
Frank Wallace wurde als Sohn des Blechschmieds Franklin Wallace (1860–1920) und Mary (geb. Schattle) Wallace (1858–1918) geboren. Als Unternehmer produzierte er Glaswaren und Spiegel.
Er heiratete Rose M. Dershang (1885–1967) und war von 1941 bis 1944 als Republikaner Mitglied des Senats von New York. Nach seinem Tod wurde er auf dem Oakwood Cemetery in seiner Heimatstadt beigesetzt.